# Rachel Lempereur
Pour les articles homonymes, voir Lempereur.
Rachel Lempereur, née Nuez le 14 février 1896 à Lille (Nord) et décédée le 8 octobre 1980 à Saint-André (Nord), est une femme politique française. 

## Biographie
Fille d'un couple d'ouvriers, Rachel Nuez, qui épouse Marcel Lempereur en 1923, est une militante syndicale de l'enseignement, institutrice puis directrice d'école dans un quartier populaire de Lille, lorsqu'elle est chargée par Jean-Baptiste Lebas de développer la propagande socialiste parmi les femmes du département du Nord. Elle est en effet membre de la SFIO depuis 1928.
Elle s'investit alors dans l'action des Femmes socialistes, dont elle devient membre du comité central en 1939.
Pendant l'occupation, elle apporte son aide à la résistance, tout en maintenant une activité clandestine au Syndicat national des instituteurs, interdit par le régime de Vichy.
Après la guerre, elle débute une longue carrière politique. Élue conseillère générale (canton de Lille Sud-Ouest) en 1945, elle est cette même année élu maire adjointe de Lille, avec la délégation des questions scolaires, puis dans les années 1960, sera première adjointe, fonctions qu'elle occupe jusqu'en 1971. En 1949, elle est battue aux cantonales, à l'occasion d'une triangulaire provoquée par le maintien du candidat communiste au second tour. Elle retrouve cependant le conseil général en 1955.
En octobre 1945, troisième sur la liste SFIO menée par Augustin Laurent dans le Nord, elle est élue députée. Elle est réélue dans les mêmes conditions en juin 1946. Elle compte parmi les premières femmes députées de l'histoire française.
Au sein de l'assemblée constituante, elle intervient surtout sur les questions concernant le personnel enseignant.
À partir de la reconstitution de la SFIO, elle est présente dans les instances nationales du parti, soit pour représenter la fédération du Nord, soit avec des responsabilités personnelles, comme membre du comité directeur (1949-1953), ou comme animatrice, avec Maurice Deixonne et Andrée Viénot, de la commission laïque.
En novembre 1946, elle est réélue députée, toujours la liste menée par Augustin Laurent. Elle est élue vice-présidente de la commission de l'éducation nationale de l'assemblée, dont elle est présidente de 1956 à 1958. Elle est en effet réélue députée en 1951 et 1956.
À l'assemblée, elle forme avec Maurice Deixonne un duo d'experts sur les questions scolaires pour le parti socialiste SFIO. L'essentiel de son intense activité parlementaire est d'ailleurs consacrée à ces dossiers.
Elle se fait la porte parole des intérêts des enseignants, à la fois sur les aspects matériels et corporatifs, mais aussi sur les constructions scolaires, les bourses, les colonies de vacances... En 1951, c'est elle qui porte les couleurs socialistes dans le débat sur les lois Marie et Barangé, qu'elle combat au nom de la laïcité.
En 1958, elle ne suit pas la majorité de son parti qui soutient le retour de De Gaulle au pouvoir, sans pour autant rompre avec la SFIO. Elle est ensuite candidate dans la deuxième circonscription du Nord, qui englobe les cantons de Lille Sud et Lille Sud-Ouest, peu propices aux socialistes. Elle est logiquement battue par Henri Duterne, après avoir refusé le désistement communiste en sa faveur.
Au sein du parti, elle se rapproche des positions d'Albert Gazier et Arthur Notebart, dont elle signe la motion au congrès d'Issy-les-Moulineaux.
Elle est par la suite candidate malheureuse à toutes les élections législatives jusqu'en 1968, où elle est de nouveau battue par Pierre Billecoq.
Dans la période de l'unification des socialistes, autour du Congrès d'Epinay, elle se retrouve en opposition avec la ligne majoritaire, pourtant défendue par la fédération du Nord : par anticommunisme, notamment, elle rejette le programme commun et l'union de la gauche. La rupture intervient en 1973 : elle est candidate à la réélection comme conseillère générale, mais le PS lui préfère Gérard Thieffry. Rachel Lempereur maintient sa candidature, ce qui lui vaut une exclusion du parti. Elle est par ailleurs sanctionnée par les électeurs, qui lui préfèrent le candidat officiel.
Par la suite, elle se rapproche du Mouvement démocrate socialiste de France, fondé par Max Lejeune, mais, à l'approche des 80 ans, ne joue plus de rôle politique réel.
Le 10 octobre 1980, l'Assemblée nationale observe une minute de silence en son honneur.
Le 19 octobre 2016, une plaque en son honneur (avec les autres résistantes et premières députées Marie-Madeleine Dienesch et Marie-Claude Vaillant-Couturier) est dévoilée au palais Bourbon, siège de l'Assemblée nationale.